# چگونه بروس لی دنیا را تغییر داد
چگونه بروس لی دنیا را تغییر داد (به انگلیسی How Bruce Lee Changed the World) نام فیلمی مستند در ارتباط با زندگی بروس لی؛ استاد هنرهای رزمی، بازیگر، فیلسوف و بنیانگذار سبک رزمی جیت کان دو می‌باشد. این فیلم محصول سال ۲۰۰۹ میلادی است.

## افراد مشهوری که در این فیلم حضور دارند
- کریم عبدالجبار
- جکی چان
- شانون لی
- استن لی

## پخش در ایران
این مستند توسط شرکت فرهنگی هنری قرن بیست و یکم دوبله و پخش گردید.